# HD199603
DV Водолія (DV Aqr,HD199603) — змінна зоря 6-ї зоряної величини 
в сузір'ї Водолія на відстані близько 275,7 світлових років від Сонця.

## Фізичні характеристики
Зоря має спектральний клас A4.
Вона досить швидко обертається навколо своєї осі. Проєкція її екваторіальної швидкості на промінь зору становить Vsin(i)=103км/сек.
Телескоп Гіппаркос зареєстрував фотометричну змінність даної зорі з періодом 1,58 доби в межах від Hmin= 6,19 до Hmax= 5,99.